# Constantine's Sword
 (juillet 2020).
Si vous disposez d'ouvrages ou d'articles de référence ou si vous connaissez des sites web de qualité traitant du thème abordé ici, merci de compléter l'article en donnant les références utiles à sa vérifiabilité et en les liant à la section « Notes et références ».
Constantine's Sword: The Church and the Jews: A History (trad. litt. : L'Épée de Constantin : l'Église et les Juifs : une Histoire) est un livre de James Carroll (en) paru en 2001. 
L'auteur est un ancien prêtre qui documente le rôle de l'Église catholique romaine dans la longue histoire européenne de l'antisémitisme. La principale source de violence anti-juive est l'obsession à convertir les Juifs au christianisme.
Le livre est inédit dans les pays francophones.

## Description
Dans son ouvrage, James Carroll soutient que la longue histoire de l'Église de « haine juive » a mené inévitablement à l'Holocauste commis par l'Allemagne nazie. Il souligne également les attitudes et les actions de l'Église envers les Juifs auraient pu être modifiées. Un seul exemple cité dans l'ouvrage est celui de Pierre Abélard, théologien et philosophe français, dont les enseignements, auraient radicalement changé la réflexion des dogmes chrétiens.
Le livre analyse également les actions de nombreux papes et d'autres personnalités de l'histoire de l'Église catholique, en particulier ceux qui préconisent des politiques anti-juifs et ceux qui ont tenté de maîtriser l'antisémitisme officiel, y compris Saint Augustin, Bernard de Clairvaux, Nicolas de Cues, Innocent III, Paul IV, Pie IX, Pie XII, Jean XXIII et Jean-Paul II.

## Prix littéraire
- 2002 : National Jewish Book Awards (en) dans la catégorie « Histoire juive »[1]